# Ocaria cinerea
Ocaria cinerea is een vlinder uit de familie van de Lycaenidae. De wetenschappelijke naam van de soort werd als Thecla cinerea in 1936 gepubliceerd door Lathy.